# THANK GOD, THERE ARE HUNDREDS OF WAYS TO KiLL ENEMiES
『THANK GOD, THERE ARE HUNDREDS OF WAYS TO KiLL ENEMiES』(サンク・ゴッド・ゼアー・アー・ハンドレッズ・オブ・ウェイズ・トゥ・キル・エネミーズ)は、SiMの通算8枚目のアルバム(オリジナルアルバムとしては5枚目)。2020年6月17日にユニバーサルミュージックより発売された。

## 概要
前作『THE BEAUTiFUL PEOPLE』より4年振りとなるアルバム。当初は4月15日に発売される予定であったが、レコード会社から製造会社への入稿の際に、ブックレット内の非常に重要な個所が抜け落ちていたことが発覚したため延期され、6月17日に発売された。
タイトルは直訳すると「神よ、敵を倒す方法を100通り以上も与えてくれたことに感謝します」とあるが、これはMAH曰く「今までは覚えやすい言葉を意識してタイトルを付けてきたが、逆に「覚えられないようなタイトルをつけても面白いのではないか」と思ったので、その上で過去にボツになったTシャツのデザインを思い出し、そこに『THANK GOD, THERE ARE HUNDREDS OF WAYS TO KiLL ENEMiES』という言葉があったので、感覚的にこの言葉はいいんじゃないかなと思って他のメンバーにも聞いてみたところ、全員からOKをもらったこと」、「『敵を倒す方法がたくさんあってラッキーだな』という意味合いが、SiMの音楽性の幅広さに繋がると思ったこと」から。
CD版は初回限定盤、通常盤の2タイプが製作され、この内初回限定盤は「特殊パッケージ仕様」「ディスク1に入らなかった配信限定シングル3曲と、初音源化となる「NO SOLUTiON」を加えた、4曲入りのボーナスディスク」「約2万字におよぶアルバム全曲解説書」を付属。配信版は初回限定盤の17曲が配信された。
また、本作の発売に先駆け、特設サイトを開設。YouTubeでは公式アカウントより、メンバーによる全曲解説やインタビュー動画の公開も行われている。

## 記録
オリコン週間アルバムチャート(2020年6月29日付)では、初週で13,399枚を売り上げ、2位を獲得。CD作品ではキャリア初となる、週間チャートでのトップ3入りを果たした。

## 収録曲

### DISC 1(全タイプ共通)
1. No One Knows
2. SiCK
3. Devil in Your Heart
4. HEADS UP
5. BASEBALL BAT
MVにはメンバーと交流のある25組のバンドから総勢71名、そして1匹のゲストが出演[8]。
6. Smoke in the Sky
7. BLACK & WHiTE
8. Crying for the Moon
9. YO HO
10. CAPTAiN HOOK
11. SAND CASTLE feat. あっこゴリラ
12. BULLY
13. FATHERS

### DISC 2(初回限定盤のみ)
1. DiAMOND
2. NO SOLUTiON
3. LET iT END
4. LiON’S DEN